# 練り消しゴム

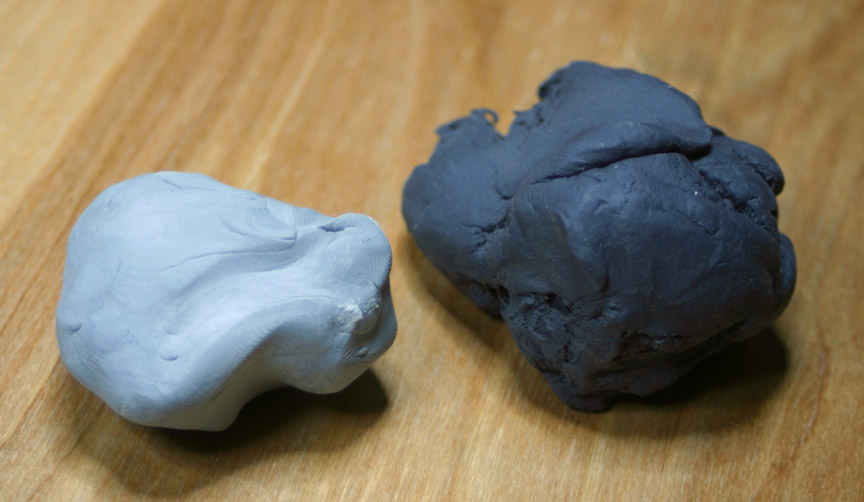
左が使用前で、右が使用後の練り消しゴム。

練り消しゴム（ねりけしゴム、英: kneaded eraser）は、消しゴムの一種に含まれる文房具である。「ねりけし」とも呼ばれ、画材屋では「練りゴム」とも呼ばれて販売されている。
消しゴムとしては粘土のように柔らかく、力を加えることで形状を容易に変えられる特徴がある。また、粘性が強く、のりなどにつけ、引っ張るとよく伸びる。
日本では1970年代に第一次ブームが起きた。

## 使い方
通常の消しゴムのようにこすって紙表面の黒鉛をはがし取るのではなく、上から押し付けるようにして黒鉛を吸着させて消していく。
通常の消しゴムのように消しカスが出ないため、黒鉛で汚れた部分は順次内側に巻き込み、きれいな部分を出して使う。
自由な形が作れるため、細かい所を消す時は小さくちぎるか細く伸ばしたものを使う。
このため、デッサンのように濃い筆記具を用い弱い筆圧で書かれたものを消すのに向いている。
このような筆跡は紙に付着している黒鉛の量が多く、こするタイプの消しゴムでは吸着しきれなかった黒鉛が伸ばされてかえって紙面を汚すことがある。またデッサンには目の粗い画用紙などを用いることが多いため、こすることで紙面を傷めやすい。また、色鉛筆の場合、吸着させることでぼかし表現を作るためにも使用される。
練り消しゴムは消字性が低いことから、筆跡が完全には消えきらないこともある。そのためデッサンに用いる場合は手順や正確性を後から見て判別することができるという利点がある。

## その他
- デッサンの場面では、常に身近にあり好きな形を作れることから、即席の絵のモデルとして使用されることもある。
- 子供向けの文房具としても売られている。子供は濃い鉛筆を使うことが多いが、実用性というよりは粘土のように遊べることを一つの目的としており、香料を添加して何らかの香りのついたものが多い。